# Trachinotus stilbe
Trachinotus stilbe är en fiskart som först beskrevs av Jordan och Mcgregor, 1898.  Trachinotus stilbe ingår i släktet Trachinotus och familjen taggmakrillfiskar. IUCN kategoriserar arten globalt som livskraftig. Inga underarter finns listade i Catalogue of Life.